# Stefan Mehren

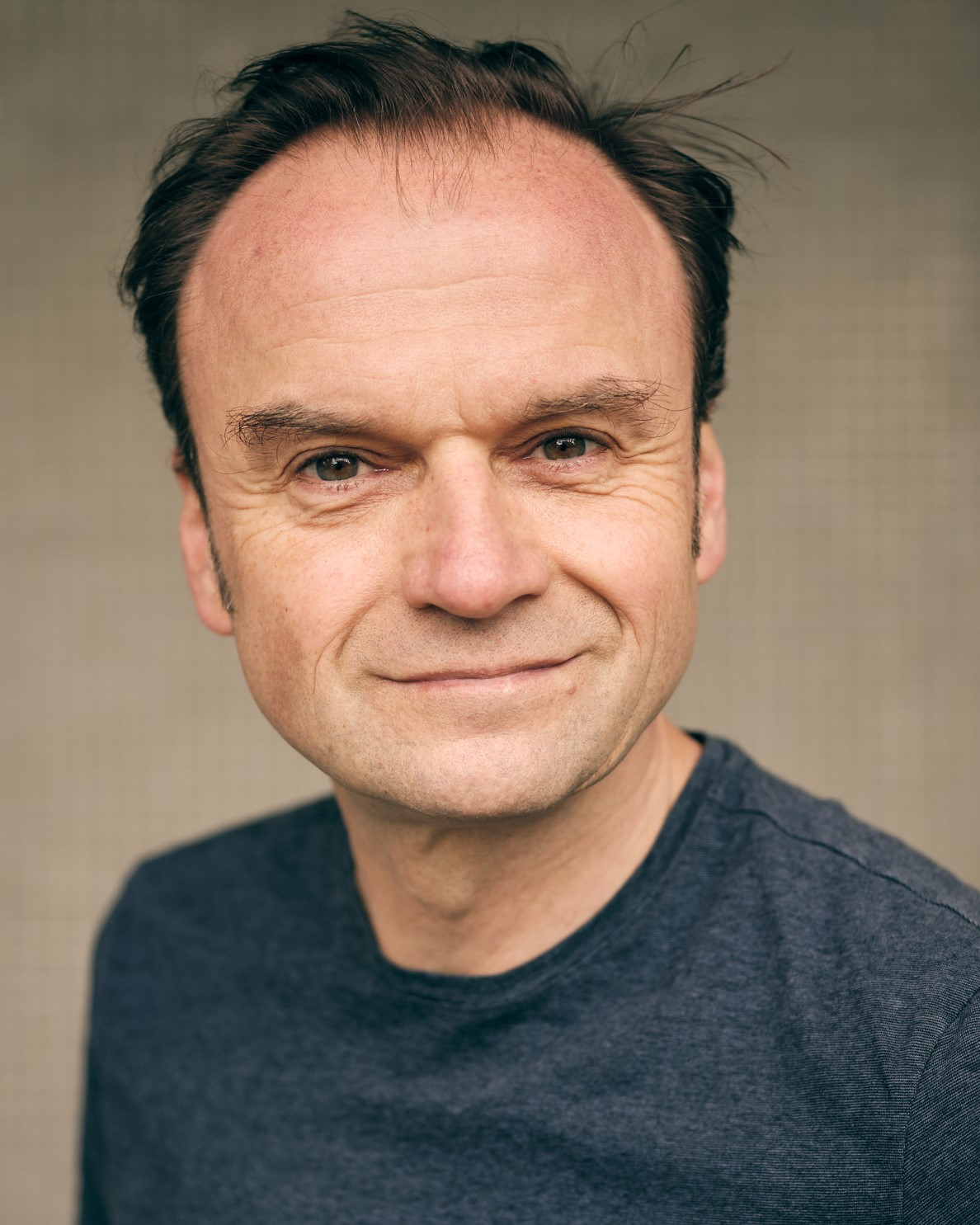
Stefan Mehren 2019

Stefan Mehren (* 26. Januar 1962 in Berlin) ist ein deutscher Schauspieler und Synchronsprecher.

## Leben
Stefan Mehren wuchs in Berlin auf und wurde 1968 an der Katholischen Schule Liebfrauen in Berlin-Charlottenburg eingeschult. Nach seinem Abitur und nach abgebrochenem Lehramtsstudium an der Freien Universität Berlin nahm er ab 1983 Schauspielunterricht u. a. bei Erika Dannhoff. Er spielte während dessen am Theater Schloss Maßbach unter der Leitung von Lena Hutter und Herbert Heinz. 1985 ging er auf die Schauspielschule von Maria Körber und Joachim Kerzel und hatte Unterricht bei Hilde Hessmann. Engagements führten ihn unter anderem an das Theater Kiel, zum Jugendtheater auf Kampnagel, an das Landestheater Tübingen sowie an verschiedene Berliner Bühnen wie das Schillertheater, Theater Rote Grütze, die Schaubühne am Lehniner Platz, unitedOFFproductions, das carrousel Theater und die Vaganten Bühne, wo er von 2004 bis 2019 spielte, unter anderem in Yasmina Rezas Drei Mal Leben, Tennessee Williams Die Glasmenagerie und Shakespeares sämtliche Werke (leicht gekürzt) von Long/Singer/Winfield.
Vor der Kamera tritt Mehren überwiegend als Gastdarsteller in unterschiedlichen Serien auf und wird häufig mit Nebenrollen in Spielfilmproduktionen besetzt.
Stefan Mehren lebt in Berlin.

## Filmografie (Auswahl)
- 1995: Brudermord
- 1996: Im Namen des Gesetzes – Ende eines Ausflugs
- 1996–1997: Für alle Fälle Stefanie (2 Folgen)
- 1997: Berlin – Moskau
- 1998: Mordkommission – Tod eines Biedermanns
- 1999: Männer sind was Wunderbares – Ein Kinderspiel
- 1999: Tatort – Tödliches Labyrinth
- 2000: Amerika
- 2000: Großstadtrevier – Gefährlicher Verdacht
- 2000: Der Fahnder – In der Falle
- 2000: Polizeiruf 110 – Blutiges Eis
- 2001: JETS – Leben am Limit – Nachtflug
- 2001: SOKO Leipzig – Der letzte Blues
- 2002: Abschnitt 40 – Vollmond
- 2002: Nick Knatterton – Der Film
- 2003: Der alte Affe Angst
- 2003: Adelheid und ihre Mörder – Ende einer Karriere
- 2003: Rosa Roth – Das leise Sterben des Kolibri
- 2004: Der Wunschbaum
- 2004: Der Untergang
- 2005: Wolffs Revier – Kunstschuss
- 2005: Unser Charly – Ahoi Charly
- 2005: Die Nacht der großen Flut
- 2007: KDD – Kriminaldauerdienst – Vertrauen
- 2008: Spiel der Träume
- 2008: Küsse à la carte
- 2009: Killerjagd. Töte mich, wenn du kannst
- 2010: Ein starkes Team – Dschungelkampf
- 2010: Eichmanns Ende – Liebe, Verrat, Tod
- 2010: Familie Dr. Kleist – Neue Wege
- 2011: SOKO Wismar – Lottokönig
- 2012: Polizeiruf 110 – Eine andere Welt
- 2013: Heiter bis tödlich: Fuchs und Gans – Die Erbin
- 2014: SOKO Kitzbühel – Dunkle Seiten
- 2014: Josephine Klick – Allein unter Cops – Feuerwehr
- 2015: Nele in Berlin
- 2015: Meine Tochter Anne Frank
- 2016: Die Spezialisten – Im Namen der Opfer – Der heilige Krieger
- 2016: Aus der Haut
- 2018: Werk ohne Autor
- 2018: Tatort – Damian
- 2019: Praxis mit Meerblick – Auf zu neuen Ufern
- 2019: Stunden der Entscheidung: Angela Merkel und die Flüchtlinge
- 2020: Freaks – Du bist eine von uns
- 2021: KI – Die letzte Erfindung
- 2021–2023: Doktor Ballouz (Fernsehserie, 5 Folgen)
- 2022: SOKO Wismar – Alles muss raus
- 2023: Ein starkes Team: Im Namen des Volkes

## Synchronrollen (Auswahl)
- 2019: Kommissar Wisting als Saupattra Halle gespielt von Bjørn Myrene

## Hörspiele
- 1991: Die letzten Tage Westberlins – Autor: Bodo Morshäuser – Regie: Bärbel Jarchow-Frey – Sender: Sender Freies Berlin
- 2000: Second Ending – Autor: Evan Hunter – Regie: Barbara Meerkötter – Sender: Sender Freies Berlin
- 2004: Der Ohrenzeuge – Hörer-Mitspielkrimi (Livesendung) – Regie: Carla Spies – Sender: Fritz (Hörfunksender)
- 2012: Trainingscamp – Vorbereitung auf ein späteres Drama – Autor: Dieter Krockauer und Ensemble – Regie Dieter Krockauer – Sender: Deutschlandradio
- 2012: Wurfsendungen – Autor: Dieter Krockauer – Sender: Deutschlandfunk Kultur
- 2017: Nach Mitternacht – Autorin: Irmgard Keun – Regie: Barbara Meerkötter – Sender: Rundfunk Berlin-Brandenburg
- 2018: Takimo – Tamquam[3] – Autor: Peter Liendl – Regie: Peter Liendl – Verlag: Polaris Hörspiele
- 2019: Die juten Sitten[4] – Autorin: Anna Basener – Regie: Anja Herrenbrück – Produzent: Lauscherlounge – Verlag: Audible
- 2020: Unter Haien 1[5] und Unter Haien 2[6] – Autorin: Nele Neuhaus (Bearbeitung: Kerstin Wiedé) – Regie: Anja Herrenbrück – Produzent: Lauscherlounge – Verlag: Audible in Kooperation mit Hörbuch Hamburg
- 2020: Die juten Sitten 2 – Kaiserwetter in der Gosse[7] – Autor: Anna Basener – Regie: Anja Herrenbrück – Produzent: Lauscherlounge – Verlag: Audible
- 2021: Kühn hat zu tun[8]  und Kühn hat Ärger – Autor: Jan Weiler – Regie: Josef Ulbig – Produzent: Lauscherlounge – Verlag: Audible
- 2023: Astragalus[9] – Autorin: Albertine Sarrazin – Regie: Barbara Meerkötter – Produzent: Bayerischer Rundfunk

## Hörbuch
- 2017: Die Waringham-Saga (John – Der Handel) – Autorin: Rebecca Gablé – Regie: Josef Ulbig – Produzent: Lauscherlounge – Verlag: Audible

## Hörfunk-Features / -Dokumentationen
- 1998: Ich schreibe, also bin ich – Regie: Jürgen Dluzniewski – Sender: Mitteldeutscher Rundfunk
- 2019: „Das Heute ist das Vorgestern der nGbK“ 50 Jahre Neue Gesellschaft für Bildende Kunst – Regie: Barbara Meerkötter – Sender: Rundfunk Berlin-Brandenburg